# Пак Чин Хьок
Пак Чин Хьок (кор.: хангиль: 박진혁) — північнокорейський програміст і хакер, знаний передбачуваною причетністю до деяких з найдорожчих кібератак в історії. Перебуває в розшуку ФБР. Північна Корея заперечує його існування.

## Життя і кар'єра

### Ранні роки
Навчався у Політехнічному університеті імені Кіма Чхека в Пхеньяні. Їздив до Китаю та виконував роботу для північнокорейської компанії Chosun Expo й одночасно працював на північнокорейську розвідку.

### Група Lazarus і хакерство

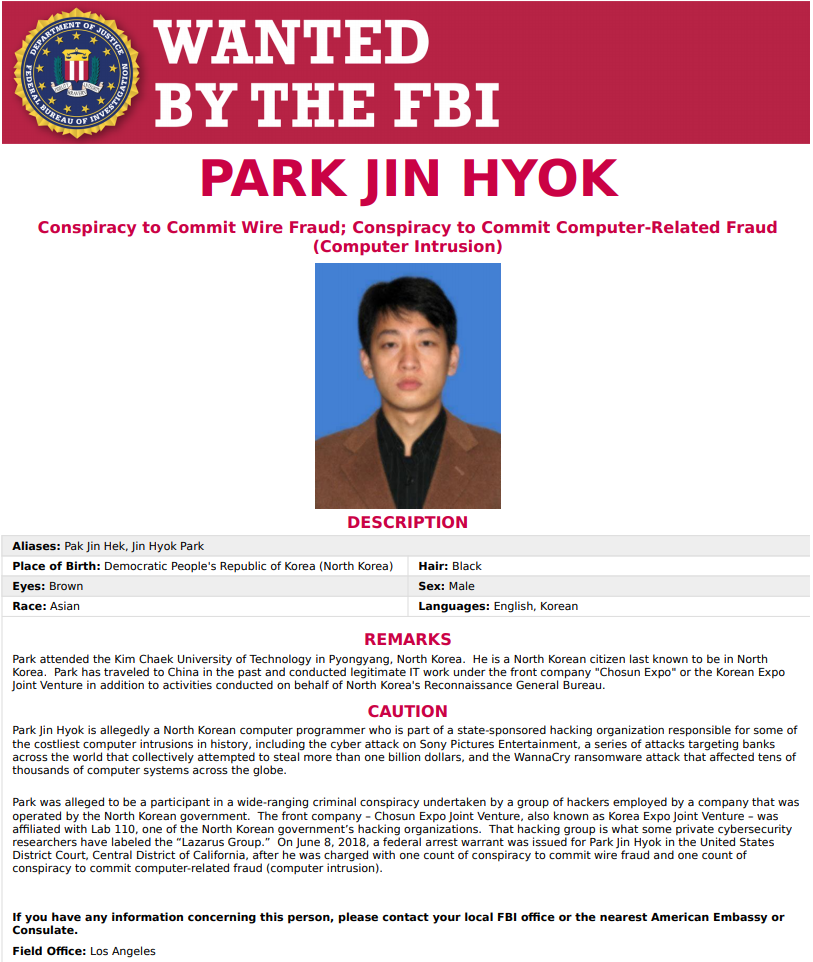
Інформація ФБР на листівці

Член фінансованої урядом Північної Кореї хакерської групи Lazarus Group, знаної також як «APT 38». Працював у Chosun Expo (або спільне підприємство Korea Expo) — підставній компанії уряду Північної Кореї для підтримки кібератак. Chosun Expo пов'язане з Lab 110, підрозділом військової розвідки Північної Кореї. Спільне підприємство Expo мало офіси в Китаї і Північній Кореї.

#### Злом серверів Sony Pictures
У листопаді 2014 року розпочалась руйнівна атака на сервери Sony Pictures Entertainment у відповідь на фільм «Інтерв'ю» — комедійний політичний бойовик, у якому розповідається про вбивство лідера КНДР шпигуном ЦРУ. Унаслідок хакерської атаки вкрали величезну кількість конфіденційної інформації — від підготовлюваних релізів до особистих даних співробітників, а також в мережі опинилися кілька нових фільмів студії — «Лють», «Все ще Еліс», «Містер Тернер» й «Енні». Південна Корея спростувала звинувачення в хакерських атаках.

#### Атака WannaCry
Міністерство юстиції США висунуло звинувачення Паку й іншим членам Lazarus Group в створенні комп'ютерного вірусу WannaCry 2017 року, який поширював програми-вимагачі, які шифрували файли на комп'ютерах жертв й поширювалися на інші вразливі пристрої в локальній мережі, до яких міг отримати доступ комп'ютер з вірусом. Потім вимагав грошовий викуп у криптовалюті в обмін на ключі дешифрування для відновлення файлів. Атака вплинула на велику кількість підприємств й організацій у 99 країнах світу, зокрема Національну службу охорони здоровʼя Великої Британії, де неробочі комп'ютери призвели до скасування тисячі прийомів.